# Prix Henri-Dumarest
Le prix Henri-Dumarest, de la fondation du même nom, est un ancien prix annuel de philosophie, créé en 1936 par l'Académie française et « décerné à un jeune homme entre vingt ans et trente ans, orienté vers les spéculations de l’esprit, ou vers la littérature d'idées ou vers les études psychologiques, afin de contribuer à l'affranchir des nécessités de la vie ».

## Liste des lauréats
- 1937 : 
  - Joseph Desclausais
  - Thierry Maulnier
- 1938 : Yves Florennes
- 1939 : Maurice Blanchot
- 1940 : Pierre Boutang
- 1941 : Maurice Bardèche pour Balzac romancier : la formation de l'art du roman chez Balzac jusqu'à la publication du père Goriot (1820-1835)
- 1942 : François Vallery-Radot
- 1943 : André Lebois
- 1944 : Maxime Chastaing pour Divertissement et Ceux qui n’étaient pas nés
- 1945 : Jean Cazeneuve pour Psychologie du Prisonnier de guerre
- 1947 : Roger Lannes (1909-1982) pour Les Gémeaux et Paul Valéry
- 1948 : Christian Dédéyan
- 1949 : Christian Murciaux pour Les fruits de Canaan
- 1950 : Marcel Guilbaut
- 1951 : Jean-Louis Gardies
- 1952 : 
  - Jean Cazeneuve
  - Jean Rousselot
- 1953 : André Brincourt pour La Farandole
- 1954 : Henry Planche (1915-1998) pour Cantilène
- 1955 : Jean Merrien
- 1957 : Claude Manceron pour Rien qu’un printemps
- 1958 : 
  - Jacques Fauvet pour La France déchirée
  - Joseph Valynseele pour Les maréchaux du Premier Empire
- 1960 : Gérard Périot pour Dans la nuit des grands arbres
- 1962 : Jean-Marie Paupert pour l'ensemble de son œuvre
- 1965 : Jacques Godbout pour Le couteau sur la table
- 1966 : Jean-Louis Hérivault pour l'ensemble de son œuvre
- 1973 : Jean Frémon pour L’origine des légendes
- 1976 : Georges-Olivier Châteaureynaud pour La belle charbonnière
- 1982 : Patrick Besson pour Nostalgie de la princesse
- 1983 : 
  - Guy Bedouelle pour Dominique ou la grâce de la parole
  - Jean-Luc Marion pour Dieu sans l’être
- 1985 : Frédéric Vitoux pour La Nartelle
- 1987 : Pascal Dibie pour Ethnologie de la chambre à coucher